# Comana Pontica
Comana Pontica (en griego antiguo Κόμανα Ποντική) fue una antigua ciudad del Ponto, inicialmente parte del Ponto Gálata (Pontus Galaticus), luego del Reino del Ponto Polemoniaco (Pontus Polemoniacus) y finalmente de la provincia de Armenia (la Armenia Secunda). Según la Tabula Peutingeriana estaba en la vía que avanzaba desde Tavium hacia el este y, según Estrabón, en el valle alto del río Iris, cerca de Neocesarea. Se cree que es la actual Gümenek a orillas del río Tokat, donde se han encontrado unas ruinas y un puente romanos. 
Comana tuvo el nombre de Hierocesarea (‘Cesarea sagrada’) en la época romana, y fue un centro del comercio en Armenia. Su deidad protectora recibía el nombre de Ma, la misma diosa que la ciudad capadocia de Comana, lo que ha hecho pensar que podría ser alguna clase de colonia de esta última.
Perteneció a los reyes del Ponto, que dos veces al año hacían una procesión en honor de la diosa, y en tales ocasiones el sumo sacerdote llevaba una diadema y era la segunda persona en importancia tras el rey. Dorialos, sobrino de otro Dorialos que fue ancestro (por parte de madre) de Estrabón, fue sumo sacerdote de Comana nombrado por Mitrídates el Grande.
Tras la campaña de Lucio Licinio Lúculo, Pompeyo obtuvo el control de estas regiones y nombró sumo sacerdote a Arquelao, al que dio el templo y un terreno de casi 60 estadios, con derechos soberanos dentro de estos límites y reconocido como amo de todos los esclavos del templo dentro del territorio de la ciudad de Comana, pero sin poder venderlos puesto que estaban vinculados a la tierra (se cree que eran unos seis mil). Este Arquelao era hijo de Arquelao, el mejor general de Mitrídates IV, honrado por Sila y por el senado romano, y amigo de Aulo Gabinio. El sumo sacerdote Arquelao se casó con Berenice, la hermana mayor de Cleopatra e hija de Ptolomeo Auletes, quien cuando fue derrocado fue sustituido por la hija Berenice, con la que Arquelao fue rey durante seis meses. Murió en la batalla contra Gabinio, que restauró a Auletes (55 a. C.), pero como gran sacerdote lo sucedió su hijo Arquelao.
Julio César llegó al Ponto tras derrotar a Farnaces y le dio el título de sacerdote de Comana a Licomedes, pero resulta claro que lo que le dio fue el sacerdocio de Comana de Capadocia (con territorios añadidos) y no de Ponto. 
Octavio Augusto hizo príncipe de Comana a Cleón, un ladrón griego que había sido amigo de Marco Antonio pero lo abandonó antes de la batalla de Actium el 31 a. C. Cleón murió de enfermedad al cabo de un mes, lo que se atribuyó a la diosa Ma, puesto que el nuevo sacerdote infringía las reglas bebiendo vino y comiendo cerdo, cosas prohibidas dentro el recinto sagrado. 
Después fue sumo sacerdote y príncipe Diteutos, hijo de Adiatorix, un jefe gálata fiel a Marco Antonio que participó como prisionero en el desfile del triunfo de Octavio. Como Adiatorix estaba de parte de Marco Antonio, Octavio ordenó matar al padre y al hijo mayor, pero el hermano menor ofreció su vida haciéndose pasar por el mayor ante el hombre enviado a matar a éste. Los dos hermanos discutieron sobre quién debía morir, pero finalmente la familia permitió que fuera el menor y así el mayor se salvó. Cuando Octavio se enteró, recompensó a Diteutos nombrándolo príncipe y sumo sacerdote. 
Comana fue una ciudad grande. Era considerable el número de prostitutas de la ciudad, muchas de las cuales eran sagradas y pertenecían al templo. Se conservan monedas de la ciudad autónoma y de la ciudad imperial con el nombre de Komanon y Komaneon.
- Datos: Q2140586